# コマンチ郡 (テキサス州)
コマンチ郡（コマンチぐん、英: Comanche County）は、アメリカ合衆国テキサス州の中央部北、エドワーズ高原に位置する郡である。2010年国勢調査での人口は13,974人であり、2000年の14,026人から0.4%減少した。郡庁所在地はコマンチ市（人口4,335人）であり、同郡で人口最大の都市でもある。コマンチ郡は1856年に設立され、郡名はコマンチ族に因んで名付けられた。

## 年譜
- コマンチ郡となった地域の初期住人にはコマンチ族インディアンがいた[4]
- 1854年、ジェシー・M・マーサー等が後にコマンチ郡ニューバーグの町になった場所近くに開拓地を組織化した[5]。その土地はメキシコ政府からスティーブン・F・オースティンとサミュエル・メイ・ウィリアムズに勅許されていたものだった[6]。フランク・M・コリアが郡内で最初の丸太小屋を建てた[7]
- 1856年、テキサス州議会が、ボスキー郡とコリエル郡の一部を合わせてコマンチ郡を設立した。コラの町が郡庁所在地に指定された。この町名はベル郡のコラ・ビーマンに因むものだった[8]
- 1859年コマンチの町が郡庁所在地になった[9]
- 1860時点の郡人口は709人であり、その中には61人の奴隷が含まれていた[4]
- 1873年、新聞「コマンチ・チーフ」[10]が発刊した。編集者ジョー・ヒルの兄弟であるロバート・T・ヒルが、地質学者として経歴を積みながら新聞社の仕事もした[11]
- 1874年、コマンチ郡ブラウンの町で、ジョン・ウェズリー・ハーディンとそのギャング仲間が彼の21歳の誕生日を祝った。副保安官のチャールズ・ウェブが拳銃を抜いたときに打ち合いが始まり、ウェブは死亡した。リンチを行おうとした暴徒が集まったが、ハーディンとその家族は拘置所に入った。棒とは拘置所に押し入り、ハーディンの兄弟のジョーと2人の従兄弟を絞首刑にした。ハーディンは逃亡した[12]
- 1877年、ジョン・ウェズレー・ハーディンが、ジェイムズ・W・スウェインという偽名で、フロリダ州ペンサコーラに向かう列車の中で、テキサス・レンジャーに逮捕された[13]。ハーディンはコマンチ市でチャールズ・ウェブ副保安官殺害の容疑で裁判に掛けられ、ハンツビル刑務所での25年間の懲役を宣告された[14]
- 1885年、テキサス・セントラル鉄道[15]が、コマンチ郡を通り、牛や綿花の市場への積み出しを始めた[4]
- 1890年までに綿花が最大の生産品になったが、20世紀への変わり目にはワタミゾウムシの被害が広がり、綿花栽培はその後の30年間衰退した
- 1907年、郡内の農夫達が実験的にピーナッツの栽培を始めた[4]
- 1910年、郡無いデスデモーナで石油が発見された[16][17]
- コマンチ郡の石油ブームは1920年がピークだった。郡内で7万本以上の果樹が栽培された[4]
- 1951年から1952年、郡内は大干ばつに襲われ、人工降雨の実験が行われた[4]
- 1963年、プロクター湖が完成し、洪水制御と飲料水確保に供された[18]
- 1968年から1974年、コマンチ郡生れのジム・リーズがオデッサ市長を務めた。1976年選挙ではアメリカ合衆国議会議員を目指したが、民主党のジョージ・H・マホンに敗れ、1978年には共和党の予備選挙でジョージ・W・ブッシュに敗れた。
- 1970年代、オデッサ市の石油産業経営者ビル・ノエルがコマンチ郡の果樹園を購入した[19]
- 1982年時点で、コマンチ郡はピーナッツを45,546,000ポンド (20,632,000 kg) 生産し、テキサス州内の郡では第2位になった。[4]

## 世界恐慌時代
コマンチ郡は肥沃な土壌で知られたが、19世紀末の時代にはポピュリズムの温床となった。20世紀初期、郡内では豚や鶏を飼育し、ピーナッツ、スイカ、カンタロープを栽培し、酪農も行っていた。通常年間降水量20インチ (500 mm) あったが、世界恐慌時代のダストボウルの時期には旱魃が続いた。不況の中で生産量の75%ほどが失われた。地域の州議会議員だったオスカー・キャラウェイが連邦準備制度を非難した。郡内の200近い農家が生活保護となり、地域の教会は私設の慈善団体を作った。日雇い労働者として働く者もいた。ウサギが作物のピーナッツを襲った。屋内の缶詰製作で全滅だけは免れた。郡は水資源、公共の建物および公園のために連邦政府の融資を求めた。当時、郡内の公立学校はどれも体育館すら持っていなかった。コマンチ郡で育ったロビーストで、テキサス州議会下院議長や副知事を務めたベン・バーンズが、田園の電化で住民の苦境を和らげることを訴えた。1934年、これらの困難さの中でコマンチ市の中心街の建物が全て使い続けられ、幾らかの新しい事業も始まった。国内の大半と同様に、コマンチ郡はこの困難な時代を乗り切っていった。

## 地理
アメリカ合衆国国勢調査局に拠れば、郡域全面積は948平方マイル (2,455.3 km2)であり、このうち陸地938平方マイル (2,429.4 km2)、水域は10平方マイル (25.9 km2)で水域率は1.05%である。コマンチ郡はテキサス州の地理的重心から60マイル (100 km) ほど北にある。

### 隣接する郡
- イーラス郡 - 北東
- ハミルトン郡 - 南東
- ミルズ郡 - 南
- ブラウン郡 - 南西
- イーストランド郡 - 北西

## 交通

### 主要高規格道路
- アメリカ国道67号線/アメリカ国道377号線
- テキサス州道16号線
- テキサス州道36号線

### 空港
コマンチ郡・市空港がコマンチ市の中心事業地区から北西に2海里（2.3マイル、3.7 km）にある。

## 人口動態
以下は2000年の国勢調査による人口統計データである。
| 基礎データ - 人口: 14,026人 - 世帯数: 5,522 世帯 - 家族数: 3,926 家族 - 人口密度: 6人/km2（15人/mi2） - 住居数: 7,105軒 - 住居密度: 3軒/km2（8軒/mi2） 人種別人口構成 - 白人: 87.30% - アフリカン・アメリカン: 0.44% - ネイティブ・アメリカン: 0.61% - アジア人: 0.13% - 太平洋諸島系: 0.01% - その他の人種: 9.70% - 混血: 1.82% - ヒスパニック・ラテン系: 20.88% 年齢別人口構成 - 18歳未満: 25.3% - 18-24歳: 7.1% - 25-44歳: 23.3% - 45-64歳: 24.0% - 65歳以上: 20.3% - 年齢の中央値: 40歳 - 性比（女性100人あたり男性の人口） - 総人口: 95.8 - 18歳以上: 94.4 | 世帯と家族（対世帯数） - 18歳未満の子供がいる: 29.8% - 結婚・同居している夫婦: 59.2% - 未婚・離婚・死別女性が世帯主: 8.1% - 非家族世帯: 28.9% - 単身世帯: 26.3% - 65歳以上の老人1人暮らし: 15.2% - 平均構成人数 - 世帯: 2.48人 - 家族: 2.98人 収入と家計 - 収入の中央値 - 世帯: 28,422米ドル - 家族: 34,810米ドル - 性別 - 男性: 26,094米ドル - 女性: 18,912米ドル - 人口1人あたり収入: 14,677米ドル - 貧困線以下 - 対人口: 17.3% - 対家族数: 13.9% - 18歳未満: 22.6% - 65歳以上: 16.0% |

## メディア
コマンチ郡は北中テキサスのダラス・フォートワース・メディア市場に属している。地元ではテレビ局10局から放送が流されている。またウェーコ・テンプル・キリーン・メディア市場の放送やアビリーン・シーウォーター・ブラウンウッド都市圏の放送も受信できる。郡内では「コマンチ・チーフ」と「デ・レオン・フリープレス」という2つの新聞が発行されている。

## 都市と町
- コマンチ - 郡庁所在地
- デ・レオン
- ガスティン

### 未編入の町
| - ビーティ - コミン - エナジー - ダウニング - ダスター | - ハッシー - プロクターレイク - ラムキン - ニューバーグ - プロクター | - プロモントリー - ラッカー - シドニー - サイプスプリングス - バンダイク |